# Іпотека
Іпоте́ка (грец. ὑποθήκη — застава) — застава землі, нерухомого майна, при якій земля та (або) майно, що становить предмет застави, залишається у заставодавця або третьої особи.
Закон України «Про іпотеку», ухвалений у червні 2003 року, так визначає іпотеку: «Іпотека — вид забезпечення виконання зобов'язання позичальника перед кредитором заставою нерухомого майна, що полягає у праві кредитора (в разі невиконання боржником своїх зобов'язань) задовольнити свої грошові вимоги за рахунок вартості заставленого нерухомого майна».

## Об'єкт іпотеки
Кредит, отриманий під заставу нерухомого майна, називається Іпотечним кредитом.
Іпотечне житлове кредитування охоплює надання довгострокових банківських кредитів на придбання, будівництво житлової нерухомості, а також на проведення ремонтних робіт чи на розвиток власного малого бізнесу, де заставою за таким кредитом є нерухоме майно. Відмінними рисами іпотеки є:
- іпотека, як і всяка застава, по суті, є способом забезпечення належного виконання іншого (основного) зобов'язання — позики або кредитного договору, договору оренди, підряду, відшкодування шкоди тощо;
- предметом іпотеки завжди є нерухомість. До нерухомого майна належать земельні ділянки і все, що міцно з ними пов'язано: будівлі, споруди, багаторічні насадження тощо;
- предмет іпотеки залишається у володінні боржника. Останній залишається власником, користувачем і фактичним власником цього майна;
- договір кредитора і боржника про встановлення іпотеки оформляється спеціальним документом — закладною, яка також підлягає державній реєстрації;
- при значному перевищенні вартості застави над сумою виданого кредиту іпотека дає можливість отримати додаткові іпотечні позики під заставу того ж майна (друга, третя іпотека).

## Історія
Під час реформ архонта Солона в VI столітті до нашої ери замість особистої застави (предметом застави вважали особу боржника) запровадили заставу майна боржника. Факт наявності такої застави кредитор засвідчував, встановлюючи на землі боржника спеціальний стовп (саме він і мав назву грец. ὑποθήκη) з написом про те, що майно боржника є забезпеченням претензій на певну суму. Слово «іпотека» грецького походження. Вперше воно було вжито в законодавстві Солона (VI ст. до н. е.).
У 594 р. до н. е. один з легендарних «семи мудреців» давнину Солон запропонував ставити на маєтку боржника (зазвичай на прикордонній межі) стовп з написом, яка говорить, що ця земля служить забезпеченням прав кредитора на певну суму. Такий стовп отримав назву іпотека (від грец. ὑποθήκη — підставка, підпора). На ньому відзначалися всі борги власника землі. Пізніше для цієї мети стали використовувати особливі книги, що називалися іпотечними. Вже в Стародавній Греції забезпечувалася гласність, що дозволяла кожній зацікавленій особі безперешкодно упевнитися в стані даної земельної власності. Іншими словами, для набуття права власності на землю чи іншу нерухомість при іпотеці недостатньо було одного угоди між продавцем і покупцем. Обов'язковою є умова, яка передбачає, що треті особи могли переконатися в існуванні такого права, а саме — наявність спеціального доступної інформації про це право.
Сучасне поняття іпотеки виникло не відразу. Його поява була викликана економічними потребами суспільства, розвитком його товарно-грошових відносин. З плином часу воно постійно вдосконалювалося, відбиваючи особливості часу і конкретної країни.
Особлива заслуга у розвитку законодавства в області юридичного забезпечення виконання зобов'язань належить римському цивільному праву. Саме воно вводить в практику систему забезпечення виконання зобов'язань заставою нерухомого майна.
Спочатку закладене за договором майно до виконання боржником своїх зобов'язань передавалося кредитору у власність. Така форма речового забезпечення називалася «фідуція» (від лат. Fiducia — угода на довірі, або довірча операція). На першому етапі розвитку інституту фідуції боржник не мав практично ніякого захисту і кредитор сам вирішував, що йому вигідніше: вимагати від позичальника виплати боргу чи не повертати йому майно. У давньоруському і давньогерманської цивільному праві набуття права власності кредитором передбачалося не з моменту встановлення застави, а з моменту прострочення виконання зобов'язання.
Надалі було введено офіційне положення до даного документу про заставу, яке скасовувало цю досить вигідну альтернативу кредитора. Відповідно до даного положення, у разі виконання боржником свого зобов'язання видавався позов про повернення речі (actio fiducia). Сторони фідуції могли в договорі ставити умови:
• pactum vendendo, що дає право кредиторові в разі несплати боргу продати закладену річ і з вирученої суми погасити борг;
• lex commissoria, що дає право кредиторові в разі несплати боргу залишити закладену річ у себе.
Але все одно в технології угоди залишалися досить серйозні правові аспекти, якими міг скористатися кредитор і які були невигідні для позичальника.
Наступна форма розвитку речового забезпечення — пігнус (від лат. pignus — неформальний заставу) — більшою мірою захищала позичальника від свавільних дій кредитора. Договір про заставу на цій стадії передбачав передачу закладається нерухомості вже не у власність, а тільки на володіння, і тільки як гарантії виконання взятого позичальником зобов'язання. При цьому він міг користуватися заставленою річчю або як орендар, або тимчасово. Більш того, боржники мали право вимагати, щоб кредитор не користувався даною нерухомістю, а тільки зберігав її. За кредитором залишалося умовне право продати закладену річ, щоб відшкодувати свої кошти, тільки при невиконанні позичальником взятих ним зобов'язань. При цьому вже тоді кредитору було заборонено залишати продавану нерухомість (предмет застави) у себе. У разі невиконання взятих зобов'язань боржником кредитор після продажу нерухомості повертав позичальникові всю різницю між виручкою за нерухомість і залишком боргу. Даний вид угод ретельно регламентувався. Вимоги, що не входять до регламентації, були предметом особливого судового розгляду.
Така форма застави підвищувала впевненість кредитора в поверненні боргу, але створювала значні труднощі в управлінні нерухомим майном. Крім того, потреба в позиковому капіталі рідко відповідала вартості наданого в заставу майна. Все це стримувало розвиток кредитних відносин, породжувало матеріальні збитки не тільки для кредитора і позичальника, але і для держави.
Появу самої іпотеки було обґрунтовано політичними та економічними умовами того часу: ослаблення рабовласницького господарювання в Римі і масова передача земель орендарям призвели до виникнення класичного інституту іпотеки. За чинним законодавством ні одна діюча правова форма не підходила для гарантування цього виду угод між власниками земель (латифундистами) та орендарями, так як дрібні орендарі не мали нічого, крім знарядь праці, які вони в силу своєї професії не могли закласти. Виходом з цієї ситуації було введення нової форми застави — застави орендарями самих знарядь праці, причому без передачі предмета застави у володіння орендодавця.
Пізніше новий вид застави поширився і на інші види майна, зокрема на нерухомість. Поняття іпотечного забезпечення означало матеріальне забезпечення зобов'язання, але без передачі нерухомості у володіння особі, якій вона гарантувала виконання зобов'язання.
Іпотечний кредит дав можливість заставодавцю як і раніше використовувати предмет застави для власних потреб, а кредиторові здійснювати певний контроль за його використанням, щоб не допустити погіршення або зникнення предмета застави.
Таким чином, поняття «іпотека» ґрунтується на принципах давньоримських застави, будучи його більш досконалою формою. З часом змінювалися лише умови надання, обсяги та цілі іпотечного кредиту, надійність його забезпечення.
Наразі в Україні іпотеку видають переважна більшість банків. Державна іпотечна установа сформувала рейтинг банків, що найчастіше видають іпотеки населенню і виконують свої зобов'язання. У п'ятірці найбільших гравців на ринку іпотек є «Приватбанк», «Ощадбанк», «Укргазпромбанк», «Дельтабанк». 